# Divers Lake
Divers Lake är en sjö i Kanada.   Den ligger i provinsen British Columbia, i den sydvästra delen av landet, 3 700 km väster om huvudstaden Ottawa. Divers Lake ligger 908 meter över havet. Arean är 0,23 kvadratkilometer. Den sträcker sig 0,7 kilometer i nord-sydlig riktning, och 0,7 kilometer i öst-västlig riktning.
I omgivningarna runt Divers Lake växer i huvudsak barrskog. Runt Divers Lake är det glesbefolkat, med 14 invånare per kvadratkilometer.